# روني راي سميث
روني راي سميث (بالإنجليزية: Ronnie Ray Smith)‏ هو عداء سريع أمريكي، ولد في 28 مارس 1949 في لوس أنجلوس في الولايات المتحدة، وتوفي بنفس المكان في 31 مارس 2013.

## وصلات خارجية
- روني راي سميث على موقع الاتحاد الدولي لألعاب القوى (الإنجليزية)
- روني راي سميث على موقع أوليمبيديا (الإنجليزية)